# Zlatooust
Zlatooust (en russe : Златоуст) est une ville de l'oblast de Tcheliabinsk, en Russie. Sa population s'élevait à 161 774 habitants en 2021.

## Nom
Elle doit son nom à saint Jean-Bouche-d'Or (zlato en vieux-russe : « or » et oust : « bouche »).

## Géographie
Zlatooust est située à 111 km — 160 km par la route — à l'ouest de Tcheliabinsk. Les villes les plus proches sont Koussa (23 km au nord-ouest) et Miass (33 km au sud-est).

## Histoire
La ville de Zlatooust est née en 1754 à cause de la construction d'une usine sidérurgique. En 1774-1776, les ouvriers de l'usine prirent part à la révolte de Pougatchev. Au début du XIXe siècle, Pavel Anossov fabriqua à Zlatooust les premières lames d'acier bulat, faites en soudant des bandes de fer cémenté. Au début du XIXe siècle, une fabrique d'armes fut ouverte à Zlatooust, pour la fabrication de sabres et de poignards. En 1817, des ouvriers spécialisés sont partis de la manufacture d’armes blanches de Klingenthal en Alsace pour aider à cette création. La ville est également connue pour les premiers canons en acier fabriqués en Russie, depuis 1857. Zlatooust obtient son statut de ville en 1865. En 1903, les autorités tsaristes mirent brutalement fin à une grève des ouvriers de la ville.

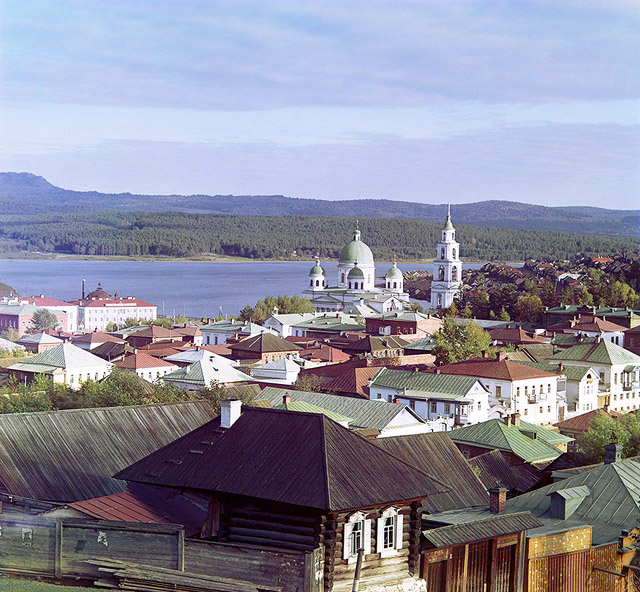
Zlatooust vers 1910, photographie de Sergueï Prokoudine-Gorski.

Le régime soviétique s'imposa à Zlatooust en mars 1918, mais pendant la guerre civile, la ville fut reprise d'abord par les Blancs en juin 1918 et finalement par l'Armée rouge le 3 juillet 1919.
Pendant l'époque soviétique, Zlatooust devint une ville industrielle, spécialisée dans la métallurgie, la construction mécanique, l'industrie agro-alimentaire, etc. Pendant la Grande Guerre patriotique, une vingtaine d'usines furent transférées depuis les régions occidentales du pays vers Zlatooust, dont la célèbre fabrique de montres no 1 de Moscou. Quarante mille natifs de Zlatooust tombèrent au champ d'honneur entre 1941 et 1945.
Zlatooust était également un centre artistique de gravure sur métal. Cette industrie était traditionnellement réalisée sur des armes blanches, mais sous le régime soviétique on passa à la gravure décorative sur des plaques métalliques. La gravure sur des armes est à nouveau pratiquée.
Le parc national de Taganaï (avec notamment le Bolchoï Taganaï), fondé en 1991, se trouve à proximité de la ville.

## Climat
| Mois                              | jan.  | fév.  | mars | avril | mai  | juin | jui.  | août | sep. | oct. | nov. | déc.  |
| --------------------------------- | ----- | ----- | ---- | ----- | ---- | ---- | ----- | ---- | ---- | ---- | ---- | ----- |
| Température minimale moyenne (°C) | −16,2 | −15,4 | −9,4 | −1,4  | 4,9  | 9,8  | 12    | 10,5 | 5,2  | −0,5 | −8,6 | −14,3 |
| Température moyenne (°C)          | −12,8 | −11,5 | −5,2 | 3,3   | 10,7 | 15,1 | 16,9  | 14,7 | 9    | 2,3  | −6   | −11,3 |
| Température maximale moyenne (°C) | −9,1  | −6,7  | −0,3 | 8,6   | 16,8 | 20,8 | 22,3  | 19,9 | 13,8 | 6    | −2,8 | −8    |
| Précipitations (mm)               | 31,3  | 25,1  | 34,4 | 38,3  | 60,9 | 80,2 | 107,8 | 89,6 | 63,3 | 66,4 | 46,1 | 37,8  |

## Population
La situation démographique de Zlatooust s'est dégradée dans les années 1990 et la population a diminué de près de 16 pour cent entre les recensements de 1989 et de 2010. En 2005, le taux de natalité était de seulement 9,1 pour mille et le taux de mortalité de 15,7 pour mille. Le solde naturel accusait un déficit de 6,6 pour mille.
Recensements (*) ou estimations de la population

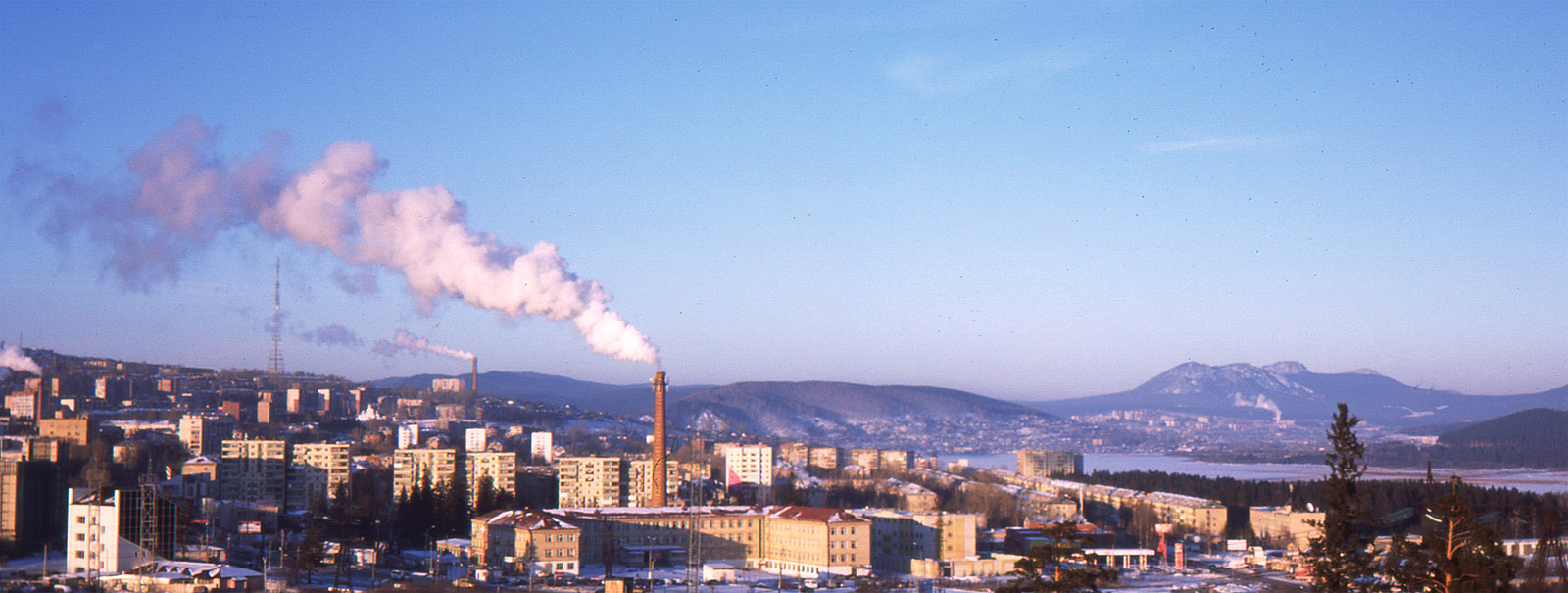
Panorama de Zlatooust en 2011.

| 1897*  | 1913   | 1926*  | 1939*  | 1959*   | 1970*   |
| ------ | ------ | ------ | ------ | ------- | ------- |
| 20 502 | 29 200 | 47 707 | 99 415 | 161 342 | 180 488 |

| 1979*   | 1989*   | 2002*   | 2010*   | 2012    | 2013    |
| ------- | ------- | ------- | ------- | ------- | ------- |
| 197 760 | 207 794 | 194 551 | 174 962 | 173 628 | 172 318 |

| 2016    | 2017    | 2018    | 2019    | 2020    | 2021    |
| ------- | ------- | ------- | ------- | ------- | ------- |
| 169 057 | 167 978 | 166 885 | 165 375 | 163 919 | 161 774 |

## Économie
Les principales entreprises industrielles de la ville sont :
- ZMZ ou Usine métallurgique de Zlatooust (en russe : Златоустовский металлургический завод, Zlatooustovski metallourguitcheski zavod) ; mise en service en 1902, cette usine sidérurgique est spécialisée depuis les années 1930 dans la production d'aciers spéciaux et emploie 6 300 salariés [4]
- Zlatmach (en anglais : Zlatmash) ou Usine de constructions mécaniques de Zlatooust (en russe : Златоустовский машиностроительный завод, Zlatooustovski machinostroïtelny zavod) : usine d'armes légères mise en service en 1939, qui fabriqua dans les années 1970 et 1980 des missiles R-39 Rif pour les sous-marin nucléaire lanceur d'engins soviétiques ; depuis la dislocation de l'Union soviétique, elle fabrique des armes légères, de l'équipement industriel et des biens de consommation [5].

## Transports

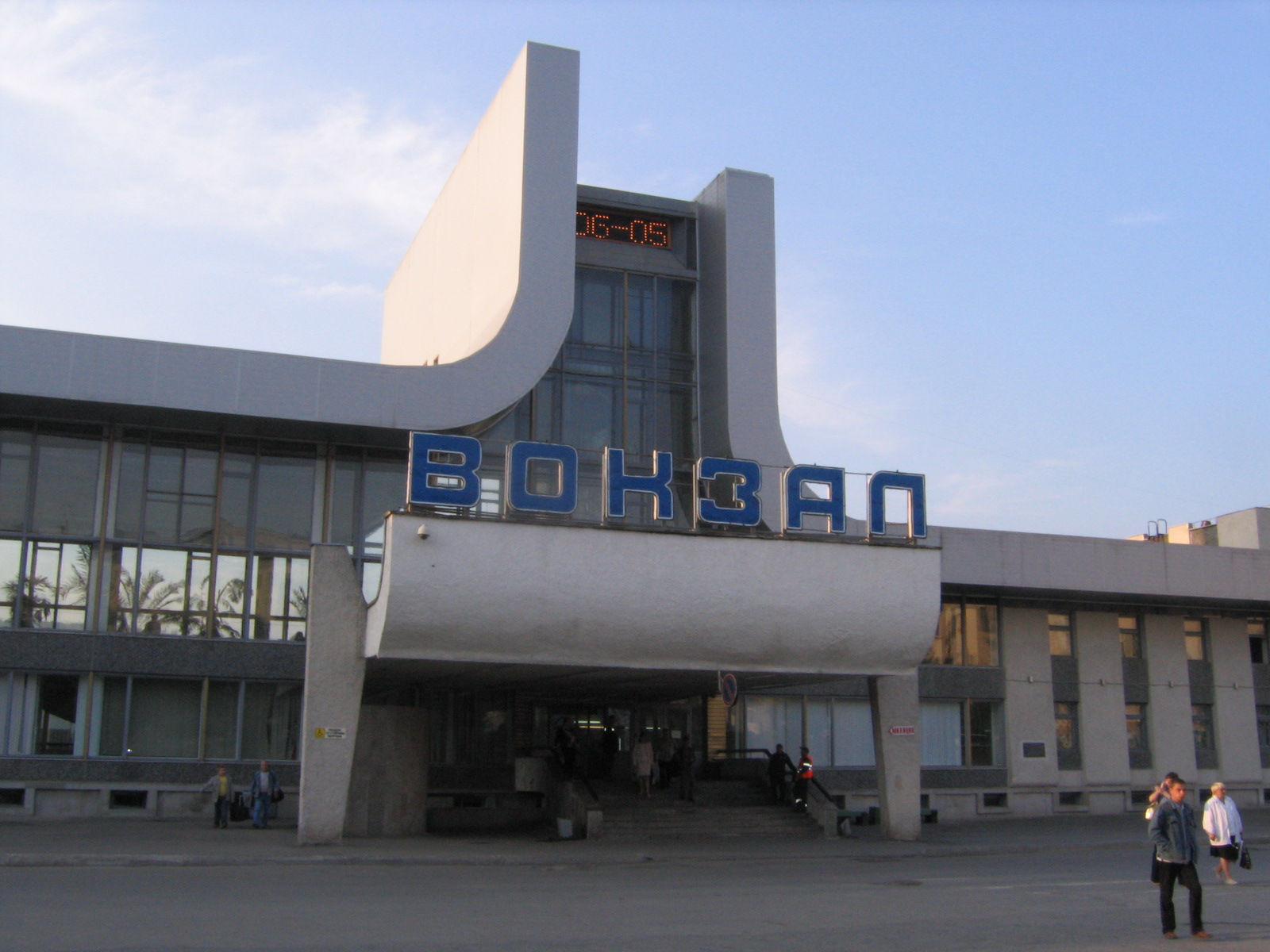
Gare de Zlatooust.

La ville abrite le siège administratif du chemin de fer du Sud de l'Oural de la région de Zlatooust et la gare ferroviaire de Zlatooust, située sur le parcours historique du Transsibérien. Elle a été construite en 1890 lors de la construction du chemin de fer de Samara à Zlatooust. À l'époque, elle se trouvait à deux verstes des limites de la ville. La gare actuelle date de 1986.
Le transport de passagers suburbain et interurbain, à l'exception du transport ferroviaire, est assuré par des lignes d'autobus et d'autocars. La ville possède une gare routière.
Des lignes de tramway et d'autobus se développent, ainsi que des taxis collectifs ,,,.
Les lignes de tramway de Zlatooust sont les deuxièmes en temps d'occurrence et les troisièmes en longueur dans l'oblast de Tcheliabinsk. Le réseau de tramway de Zlatooust est le plus élevé de Russie.

## Religion

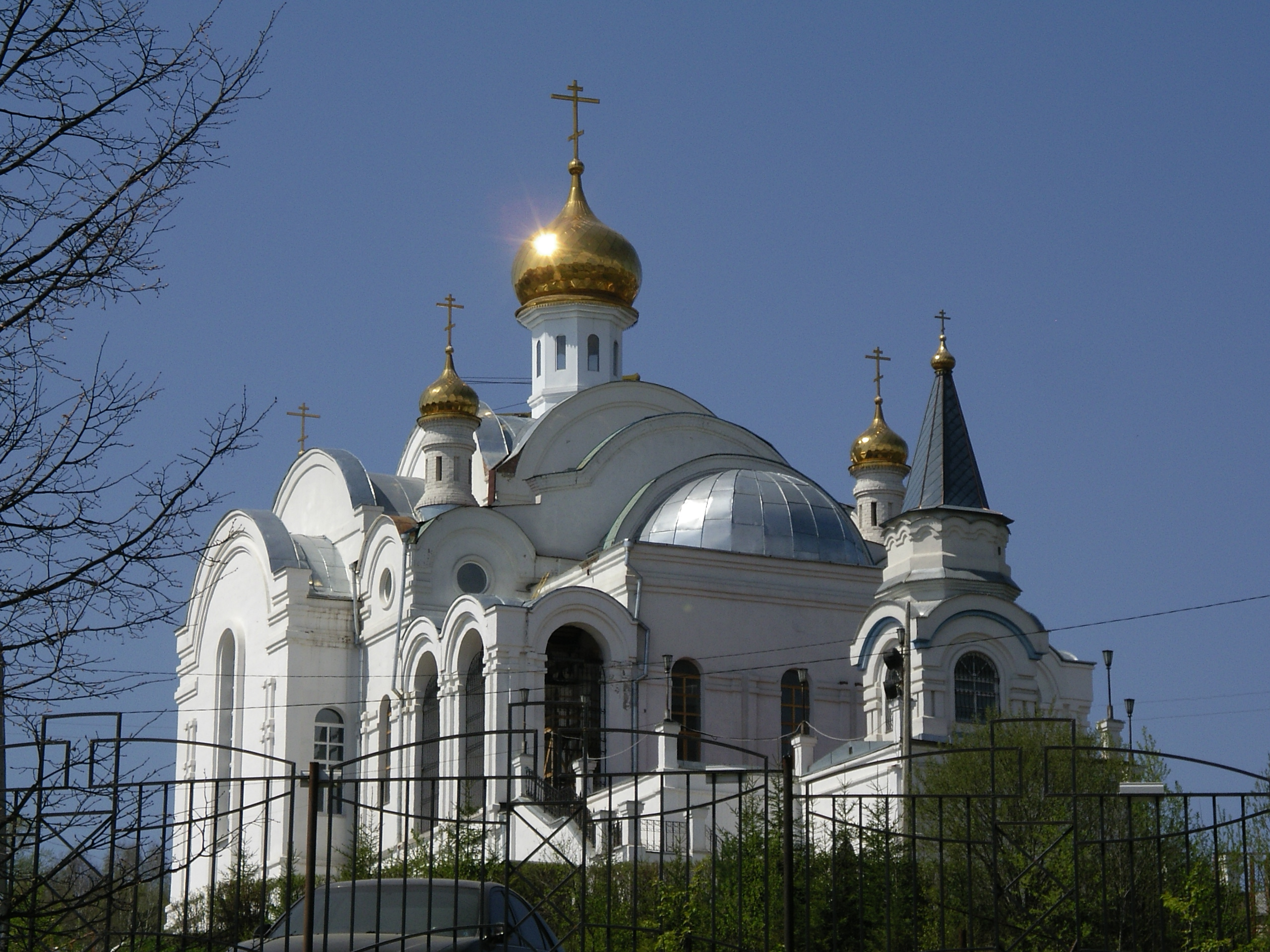
Vue de la cathédrale Saint-Séraphin-de-Sarov.

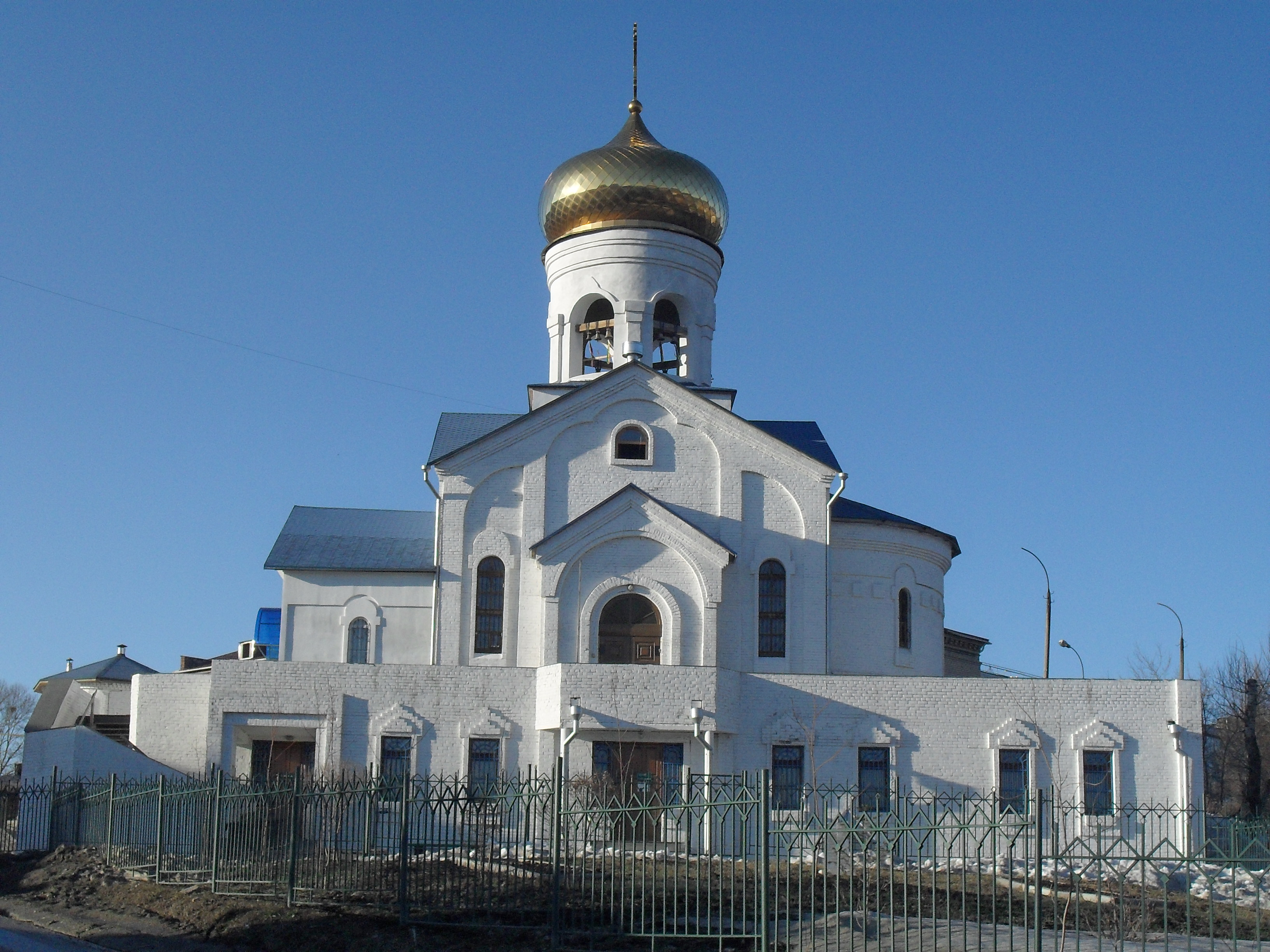
Vue de l'église Saint-Siméon, près de la gare de Zlatooust.

La ville de Zlatooust accueille le siège de l'éparchie de Zlatooust qui est suffragant de l'archidiocèse métropolitain de Tcheliabinsk de l'Église orthodoxe russe, ainsi qu'un communauté musulmane. La ville abrite plusieurs lieux de culte et organisations religieuses:
- Cathédrale Saint-Séraphin-de-Sarov, construite en 1997-1999, devenue cathédrale diocésaine en 2017,
- Église Saint-Siméon,
- Église Saint-Jean-Bouche-d'Or,
- Chapelle Saint-Alexandre-Nevski
- Chapelle Saint-Jean-Chrysostome,
- Église Saint-Georges,
- Grande mosquée de Zlatooust[12],[13],[14],[15].
- Mosquée n° 938[16].

## Personnalités
Personnalités nées à Zlatooust :
- Boris Chapochnikov (1882–1945),
- Svetlana Ichmouratova (°1972), biathlète
- Anatoli Karpov (°1951), joueur d'échecs
- Lidia Skoblikova (°1939), patineuse de vitesse sur glace
- Natalia Snytina (°1971), biathlète